# Tramwaje w Mazatlán
Tramwaje w Mazatlán − zlikwidowany system komunikacji tramwajowej w meksykańskim mieście Mazatlán, działający w latach 1876−1913.

## Historia
Pierwsze tramwaje w Mazatlán uruchomiono w 1876, były to tramwaje konne. Tramwaje w 1905 kursowały po linii o długości 6 km i szerokości toru 914 mm (3 stopy). W 1908 uruchomiono na linii także tramwaje parowe. System zlikwidowano w 1913. 